# Gare de Vertrijk
La gare de Vertrijk est une gare ferroviaire belge de la ligne 36, de Bruxelles-Nord à Liège-Guillemins, située à Vertrijk, près de Boutersem, dans la province du Brabant flamand en région flamande.
Elle est mise en service en 1837 par les Chemins de fer de l'État belge.
C'est une halte voyageurs de la Société nationale des chemins de fer belges (SNCB), desservie par des trains Omnibus (L) et Suburbains (S9, S19).

## Situation ferroviaire
Établie à 60 mètres d'altitude, la gare de Vertrijk est située au point kilométrique (PK) 39,460 de la ligne 36, de Bruxelles-Nord à Liège-Guillemins, entre les gares ouvertes de Louvain et de Tirlemont.

## Histoire
La « station de Vertryck » est mise en service le 22 septembre 1837 par les Chemins de fer de l'État belge, lorsqu'ils ouvrent à l'exploitation la section de Louvain à Tirlemont,. La loi du 21 mai 1854 accorde un crédit de 12 000 francs pour un bâtiment des recettes et un magasin (halle à marchandises).
Le bâtiment de la gare, non standard, correspond à l'architecture des premières décennies des Chemins de fer de l’État belge avant la mise au point des premières gares standard. Il s'agissait d'un bâtiment rectangulaire à deux étages de six travées à arcs bombés sous un toit en bâtière à faible pente. Il fut démoli après la seconde guerre mondiale et remplacé par un bâtiment fonctionnel à toit plat, désormais désaffecté.

### Nom de la gare
La graphie du nom de la gare est officiellement modifié le 19 octobre 1937, « Vertryck » devenant « Vertrijk ».

## Service des voyageurs

### Accueil
Halte SNCB, c'est un point d'arrêt non géré (PANG) à accès libre. Elle est équipée d'un automate pour l'achat de titres de transport.

### Desserte
Vertrijk est desservie par des trains Omnibus (L) et Suburbains (S9, S19) qui effectuent des missions sur la commerciale ligne 36 (Bruxelles - Louvain - Landen - Liège).
En semaine, Vertrijk est desservie toutes les heures par des trains L reliant Gare de Louvain et Landen et par des trains de la ligne S9 du RER bruxellois (Nivelles - Braine-l’Alleud - Louvain - Landen) via Evere, Schuman et Etterbeek.
Les week-ends et jours fériés, la gare est desservie par des trains S19 reliant Louvain à Landen selon un parcours similaire aux S9 mais comportant moins d'arrêts à Bruxelles.

### Intermodalité
Un parc pour les vélos (gratuit) et un parking pour les véhicules (gratuit) y sont aménagés.
Un arrêt de bus dessert la gare.

## Comptage voyageurs
Ce graphique et tableau montre le nombre de voyageurs embarquant en moyenne durant la semaine, le samedi et le dimanche.
| Nombre de passagers qui embarquent à la gare de Vertrijk | Nombre de passagers qui embarquent à la gare de Vertrijk | Nombre de passagers qui embarquent à la gare de Vertrijk | Nombre de passagers qui embarquent à la gare de Vertrijk |
|                                                          | Semaine                                                  | Samedi                                                   | Dimanche                                                 |
| -------------------------------------------------------- | -------------------------------------------------------- | -------------------------------------------------------- | -------------------------------------------------------- |
| 1977                                                     | 417                                                      | 29                                                       | 11                                                       |
| 1978                                                     | 464                                                      | 26                                                       | 15                                                       |
| 1979                                                     | 451                                                      | 43                                                       | 21                                                       |
| 1980                                                     | 434                                                      | 41                                                       | 23                                                       |
| 1981                                                     | 394                                                      | 33                                                       | 14                                                       |
| 1982                                                     | 402                                                      | 32                                                       | 30                                                       |
| 1983                                                     | 327                                                      | 22                                                       | 12                                                       |
| 1984                                                     | 329                                                      | 31                                                       | 22                                                       |
| 1985                                                     | 354                                                      | 26                                                       | 54                                                       |
| 1986                                                     | 309                                                      | 73                                                       | 46                                                       |
| 1987                                                     | 300                                                      | 56                                                       | 48                                                       |
| 1988                                                     | 362                                                      | 86                                                       | 61                                                       |
| 1989                                                     | 292                                                      | 69                                                       | 48                                                       |
| 1990                                                     | 245                                                      | 40                                                       | 28                                                       |
| 1991                                                     | 227                                                      | 47                                                       | 22                                                       |
| 1992                                                     | 236                                                      | 43                                                       | 30                                                       |
| 1993                                                     | 206                                                      | 43                                                       | 25                                                       |
| 1994                                                     | 242                                                      | 32                                                       | 15                                                       |
| 1995                                                     | 217                                                      | 55                                                       | 17                                                       |
| 1996                                                     | 258                                                      | 49                                                       | -                                                        |
| 1997                                                     | 237                                                      | 39                                                       | -                                                        |
| 1998                                                     | 233                                                      | 35                                                       | 16                                                       |
| 1999                                                     | 238                                                      | 43                                                       | 24                                                       |
| 2000                                                     | 224                                                      | 34                                                       | 32                                                       |
| 2001                                                     | 215                                                      | 51                                                       | 28                                                       |
| 2002                                                     | 210                                                      | 50                                                       | 53                                                       |
| 2003                                                     | 286                                                      | 51                                                       | 45                                                       |
| 2004                                                     | 197                                                      | 40                                                       | 55                                                       |
| 2005                                                     | 222                                                      | 26                                                       | 37                                                       |
| 2006                                                     | 242                                                      | 54                                                       | 32                                                       |
| 2007                                                     | 286                                                      | 32                                                       | 39                                                       |
| 2008                                                     | -                                                        | -                                                        | -                                                        |
| 2009                                                     | 335                                                      | 36                                                       | 40                                                       |
| 2010                                                     | -                                                        | -                                                        | -                                                        |
| 2011                                                     | -                                                        | -                                                        | -                                                        |
| 2012                                                     | 384                                                      | 52                                                       | 40                                                       |
| 2013                                                     | 360                                                      | 60                                                       | 60                                                       |
| 2014                                                     | 401                                                      | 50                                                       | 50                                                       |
| 2015                                                     | 428                                                      | 59                                                       | 81                                                       |
| 2016                                                     | 353                                                      | 51                                                       | 62                                                       |
| 2017                                                     | 494                                                      | 79                                                       | 58                                                       |
| 2018                                                     | 472                                                      | 119                                                      | 152                                                      |
| 2019                                                     | 496                                                      | 154                                                      | 139                                                      |
| 2020                                                     | 247                                                      | 134                                                      | 105                                                      |
| 2021                                                     | -                                                        | -                                                        | -                                                        |
| 2022                                                     | 377                                                      | 133                                                      | 117                                                      |
| 2023                                                     | 592                                                      | 151                                                      | 120                                                      |
| 2024                                                     | 624                                                      | 125                                                      | 136                                                      |